# Саван
Саван е един от 19-те региона на Кот д'Ивоар. Разположен е в северната част на страната и граничи с Буркина Фасо и Мали. Саван е най-големият регион на Кот д'Ивоар с площ 40 323 км², а населението, според преброяването през 2007, е приблизително 1,4 млн. души. Столицата на региона е град Корого.
Регионът е разделен на четири департамента – Бундиали, Феркеседугу, Корого и Тенгрела.